# 日本饅頭蟹
日本饅頭蟹（學名：Calappa japonica）是饅頭蟹科下的一種海生蟹。

## 描述
日本饅頭蟹是一種大型蟹，通體呈黃或紅色。其背殼的長寬比大約是0.65，背殼上有小瘤狀突起。在唇基部有七顆鋒利的牙齒。

## 分佈
日本饅頭蟹的正模標本捕獲於日本東京灣，其分佈遠及非洲及紅海等地。

## 習性
日本饅頭蟹一般生活在海面下250（820英尺）以上的。是一種肉食動物，以一些包括牡蠣和其他蟹類在內的無脊椎動物為食。其左右鉗相互作用以打開並進食牡蠣。